# الساد
السَّادُّ أو الكاتاراكت Cataract أو السُّدّ أو الماء الأبيض أو عتامة العين أو إعتام عدسة العين هو مرض يصيب عدسة العين الطبيعية القائمة خلف الحدقة فيعتمها ويفقدها شفافيتها مما يسبب ضعفاً في البصر دون وجع أو ألم، ويعاني المصاب بالساد من تحسسه للإنارة المبهرة والقوية مع ضعف في النظر ليلاً، وقد يصيب عيناً واحدةً أو كلا العينين سويةً.
ويختلف مرض الساد عن الزرق (جلوكوما، الماء الأسود) الذي يؤدي إلى تلف العصب البصري نتيجة ارتفاع ضغط العين وعلاجه يكون بوسائل أخرى كالقطرات والليزر وأخيراً الجراحة.
غالباً يتطور هذا المرض بصورة بطيئة.
تتضمن الأعراض: تلاشٍ في الألوان، رؤية ضبابية، رؤية هالات حول الضوء، مشاكل في رؤية الألوان الساطعة ومشاكل في الرؤية الليلية ؛ وهذه الأعراض تؤثر سلباً على مصابيها حيث يندرج عنها صعوبات عند القيادة، القراءة والتعرف على الوجوه والأشخاص. وقد يؤدي ضعف الرؤية الناتج عن مرض الساد إلى زيادة خطورة تعثر المصاب وسقوطه المفاجئ وشعوره بالاكتئاب.
يتسبب مرض الساد بما يقارب 50% من حالات العمى و33% من حالات اعتلال الرؤية في العالم.
ينتج الساد غالبا عن تقدم العمر، وممكن أن يحدث أيضا بسبب التعرض للصدمات، الإشعاع، إجراء عمليات جراحية بسبب مشاكل أخرى في العين. وقد يولد الشخص ومعه الساد.
عوامل الخطورة تتضمن: مرض السكري، التدخين، التعرض لأشعة الشمس لوقت طويل وشرب الكحول.
يحدث ترسبات لكتل بروتينية أو صبغة بنية-صفراء في عدسة العين تعيق مرور الضوء إلى الشبكية خلف العين. يتم التشخيص عن طريق إجراء فحص للعين.
ولتجنب حدوث الساد ينصح بارتداء النظارات الشمسية وعدم التدخين، من الممكن أن تتحسن حالة الشخص إذا التزم بارتداء النظارات مبكراً أي في بداية المرض، إن لم ينجح ذلك، يتم إجراء عملية جراحية لاستبدال عدسة العين المعتمة بعدسة صناعية. لا داعي للعملية الجراحية إلا إذا تسبب الساد للمصاب بمشاكل على المدى البعيد؛ فالعملية سوف تحسّن من جودة الحياة. ولكن مع الأسف العملية الجراحية ليست متوفرة في جميع البلدان خاصة للنساء.
يتسبب الساد بالعمى لحوالي 20 مليون شخصاً حول العالم. 5% من حالات العمى في الولايات المتحدة يتسبب بها مرض الساد ويتسبب أيضا ب 60% من حالات العمى في أجزاء من أفريقيا وأمريكا الجنوبية.
إن العمى الناتج عن مرض الساد يحدث بنسبة 10-40 لكل 100.000 طفل في الدول النامية وبنسبة 1 إلى-4 لكل 100.000 طفل في الدول المتقدمة. تصبح الإصابة بالساد أكثر احتماليّةً عند التقدم في السّن؛ إذ أن ما يقارب نصف الشعب الأمريكي يصاب بالساد في سن الثمانين.

## أعراضه

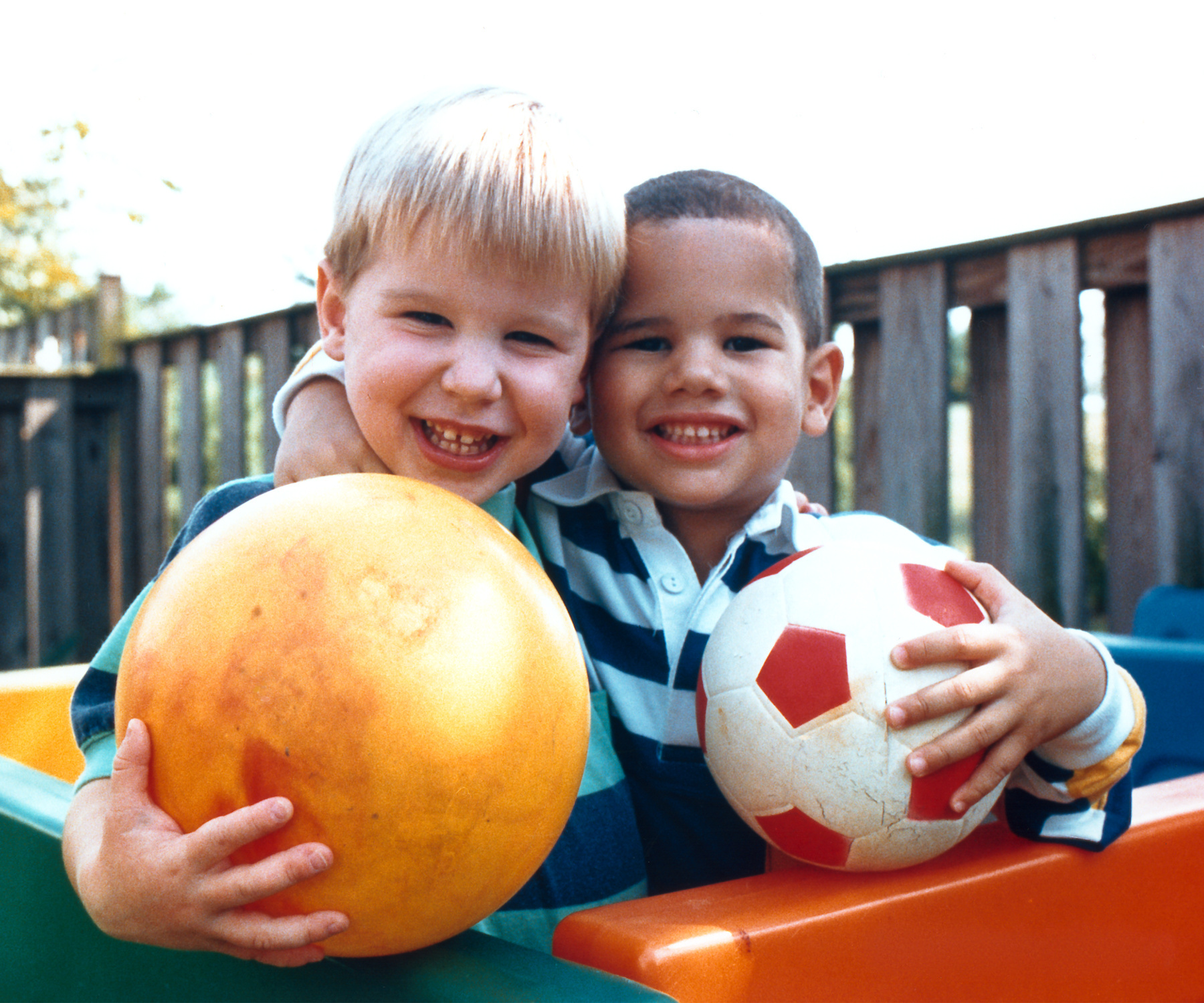
مثال على رؤية طبيعية

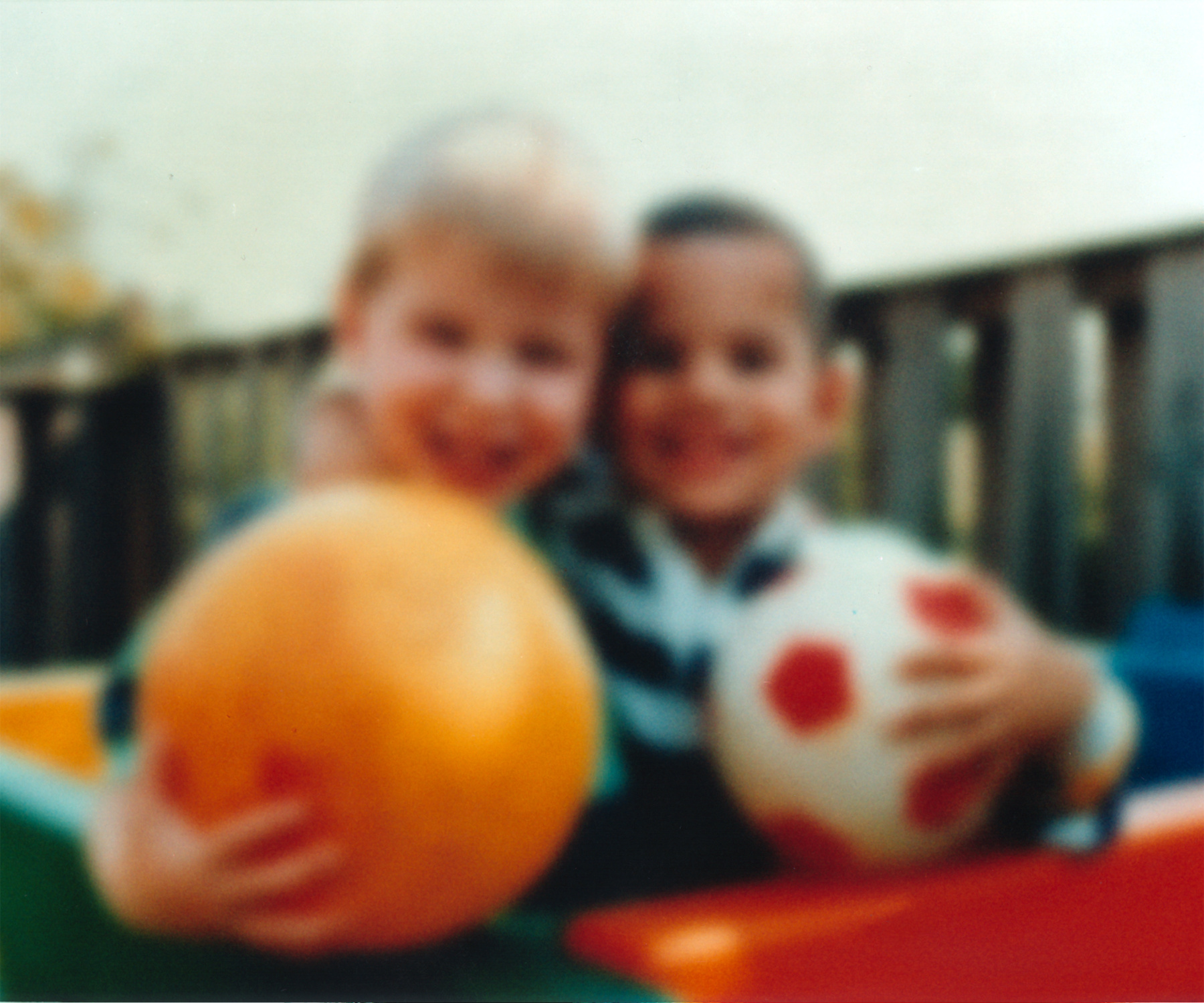
مثال على رؤية بوجود مرض السّاد

تختلف أعراض الإصابة بالساد باختلاف مراحل تطور المرض، ففي البداية يشعر المصاب بالساد ضعفاً تدريجياً في حدّة الإبصار وعدم وضوح في الرؤية وبتقدّم حالة المريض، يشعر بوجود غشاوة على العين مع بعض الوهج، وعدم القدرة على تحمّل الضوء الساطع، وبازدياد حدّة المرض يتغيّر لون بؤبؤ العين من الأسود الطبيعي إلى الرماديّ أو الأبيض، فيعاني مريض الساد من تدنٍ شديد في حدّة الإبصار.
قد يحسن الساد أحيانا من قدرة الشخص على الرؤية عن قرب بشكلٍ مؤقت وذلك لأن الساد يعمل كعدسة قوية، وتسمى هذه الظاهرة بالرؤية الثانوية لأن الأشخاص الذين كانوا يحتاجون لنظارة عند القراءة سابقاً يستغنون عنها، ولكن عندما يتفاقم الساد يعود المصابون إلى ارتداء النظارات وتسوء الرؤية مرة أخرى.
يتم قياس حدة مرض الساد عن طريق إجراء فحص حدّة الرؤية. احتمالية إجراء الجراحة تعتمد على كفاءة وظائف العين والرؤية والتي تختلف من شخص لآخر.

## أسبابه

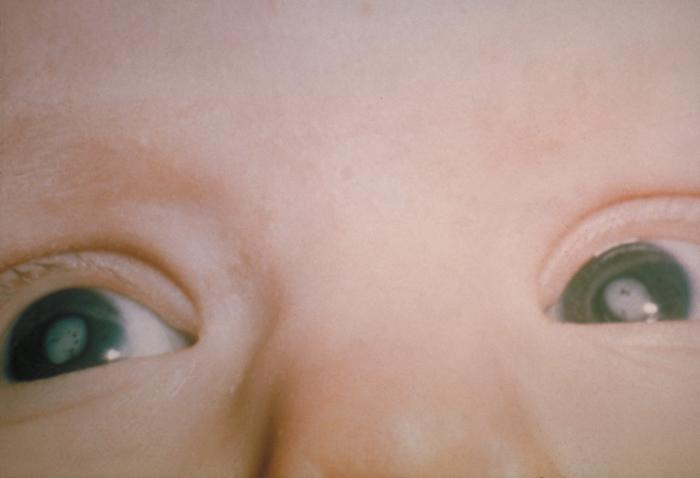
السّاد في كِلا العينين لدى رضيع بسبب متلازمة الحصبة الألمانيّة الخلقيّة

### التقدم في العمر
يعتبر التقدمُ في العمر أكثر الأسباب شيوعا لتكوين مرض الساد ، والسبب في ذلك أن البروتينات الموجودة في عدسة العين المصابة تفسد وتتحلل بمرور الوقت، وتتسارع هذه العملية بوجود أمراض أخرى مثل مرض السكري وارتفاع ضغط الدم، بالإضافة إلى التأثير التراكمي للعوامل البيئية بما في ذلك السموم والإشعاع والأشعة فوق البنفسجية.

### إصابة العين بأذى أو حادث
تسبب إصابة العين بجسم حاد إلى ازياد حجم وسماكة وابيضاض الألياف الموجودة داخل العدسة مما يسبب إضعاف الرؤية. تورم العين يزول مع الزمن بينما يبقى اللون الأبيض ملازماً للمصاب. الإصابة بأجسام حادة كتلك التي تخترق العين تؤدي إلى تدمير الكبسولة التي تحوي عدسة العين. وهذا يؤدي إلى تجمّع المياه من مختلف أجزاء العين ودخولها إلى العدسة مسببة التورم والابيضاض وإعاقة الضوء من الوصول إلى شبكية العين. احتمالية حدوث الساد بعد تعرض الشخص لصدمات كهربائية نسبتها 0.7% إلى 8% 

### الإشعاع
الأشعة فوق البنفسجية، بالتحديد الاشعة فوق البنفسجية B، قد ظهر بأنها تسبب الساد، وبعض الأدلة أثبتت أن ارتداء النظارات الشمسية في عمر مبكر يبطئ من تطور الساد لاحقاً. أثبتت الدراسات أن أشعّة المايكروييف تسبب الساد ولكنّ الآليّة غير واضحة تماماً، يمكن أن يُفسَّر ذلك في كون أشعة المايكروييف تحدث تغييرات في الإنزيمات الحساسة للحرارة والتي وظيفتها حماية بروتينات عدسة العين.
وهناك آليّة أخرى لحدوث الساد وهي عن طريق موجات الضغط الناشئة عن الخلط المائي.
ووجد أن التّأيّن الإشعاعي الناتج عن الأشعة السينية مثلاً يساهم في حدوث الساد إذ يحطّم المادة الوراثية في العين.
الصدمات الحرارية والكهربائية تدمر وتعمل على ابيضاض عدسة العين بسبب تخثر البروتينات المباشر. وهي العمليّة ذاتها التي تحول الألبيومين (مادة بروتينية في البيض) إلى اللون الأبيض ومعتم. وأكثر الأشخاص عرضة للإصابة بهذا النوع من الساد هم الأشخاص العاملون في نفخ الزجاج والعاملون في الأفران.
أيضاً أشعة الليزر ذات طاقة كافية تسبب دمار في العينين والجلد.

### العوامل الوراثية
يلعب العنصر الوراثي دوراً قويّاً في تطور مرض الساد، والأكثر شيوعا يكون من خلال أخطاء وراثية في الآليات التي تحمي وتحافظ على عدسة العين، ووجود الساد في مرحلة الطفولة أو مرحلة مبكرة من الحياة يمكن أن يكون أحيانا نتيجة لوجود متلازمة معينة مثل: متلازمة داون، إدوارد، تيرنر، المواء، باتو، متلازمة الحذف 1q21.1. ويحدث السّاد أيضاً بسبب اضطراب أحادي الجين مثل: متلازمة ألبورت،متلازمة كونرادي Conradi's syndrome، حثل التأتر العضلي، متلازمة عينية مخوية كلوية أو متلازمة لوي.

### أمراض الجلد
الجلد وعدسة العين لهما نفس المنشأ الجنيني ولذا يمكن أن تتأثر العدسة بالأمراض التي تصيب الجلد، أمثلة هذه الأمراض هي التهاب الجلد التأتبي والإكزيما. أحيانا قد تتسبّب في تكوين طبقةٍ متقرّحةٍ كالدرع مسببةً إعتام عدسة العين. داء السماك هو اضطراب وراثي متنحي مرتبط بإعتام عدسة العين المسمارية والتصلب النووي. وحمة الخلايا القاعدية والفقاع لها روابط متماثلة

### التدخين
وقد تبين أن تدخين السجائر يؤدي إلى زيادة معدل الساد المتصلبة النووية إلى ضعفين وزيادة بمقدار ثلاثة أضعاف في الساد تحت المحفظة الخلفية. لم يثبت أنّ للكحول تأثيراً مطلقاً؛ إذ أثبتت بعض الدراسات علاقته بالساد بينما تقول بعض الدراسات عكس ذلك.

### الأدوية
بعض الأدوية، مثل أسيتات الكورتيزون تساعد على تطوّر السّاد، بعض الأمراض النفسية مثل مرض انفصام الشخصية تساهم في تعتيم عدسة العين كالتّأثير الذي تحدثه بعض الأمراض (كالضغط والسكري وسوء التغذية)، أما عن الأدوية المضادة للاكتئاب فليس لها دور كبير في الساد. تقبض الحدقة  وداء التريبارانول يزيد من خطورة الإصابة.

### علاجيّ المنشأ
نستطيع القول أنّ كلّ شخصٍ يخضع لعملية استئصال للزجاجية – دون الخضوع لعمليّة جراحيّة للسّاد - يكون عرضة لمرض الساد النووي بعد 6 إلى 12 شهراً من العملية. والسبب في ذلك أنّ الخلط الزجاجيّ في الوضع الطبيعي يحتوي على حامض الأسكوربيك الذي يساعد على معادلة الدمار الناتج عن عمليات الأكسدة في العدسة. استخدام المحاليل الملحية كبدائل للخلط الزجاجي لا يفي بالغرض لأنها لا تحتوي على حامض الأسكوربيك. لذلك يقوم أخصّائيّو العيون عادةً بنُصح المرضى الخاضعين لعمليّة استئصال الزجاجية بإجراء عملية وقائية مصاحبة لها لتجنب حدوث الساد.

### أمراض أخرى
| - أمراض متعلّقة بالاستقلاب (الأيض) والتغذية: - بيلة حمضمينية أو مُتَلاَزِمَةٌ عَينِيَّةٌ مُخِّيَّةٌ كُلْوِيَّة - السكري - مرض فابري Fabry’s disease - جلاكتوسيميا / الساد الجلاكتوسيمي - بيلة هوموسيستينية. - فرط الدُّرَيْقات - قصور الدُّريقات - فرط فيتامين د - قصور الدرقية - نقص الكالسيوم في الدم - داءُ عَديدِ السَّكاريدِ المُخاطِيّ - داء ويلسون - خلقي: - الزُّهْرِيّ الخِلْقِيّ - فيروس مضخم الخلايا - حصبة ألمانية - كوكاين متلازمة | - جيني وراثي: - متلازمة داون - متلازمة باتو - متلازمة ادوارد - الاخماج - داء الكيسات المذنبة - الجذام - داء كلابية الذنب - داء المقوسات - الحماق - مرض ثانوي لأمرض عينية أخرى مثال: - اعتلال الشبكية عند الأطفال الخدج - غياب القزحية - التهاب العنبية - انفصال الشبكية - التهاب الشبكية الصباغي |  |

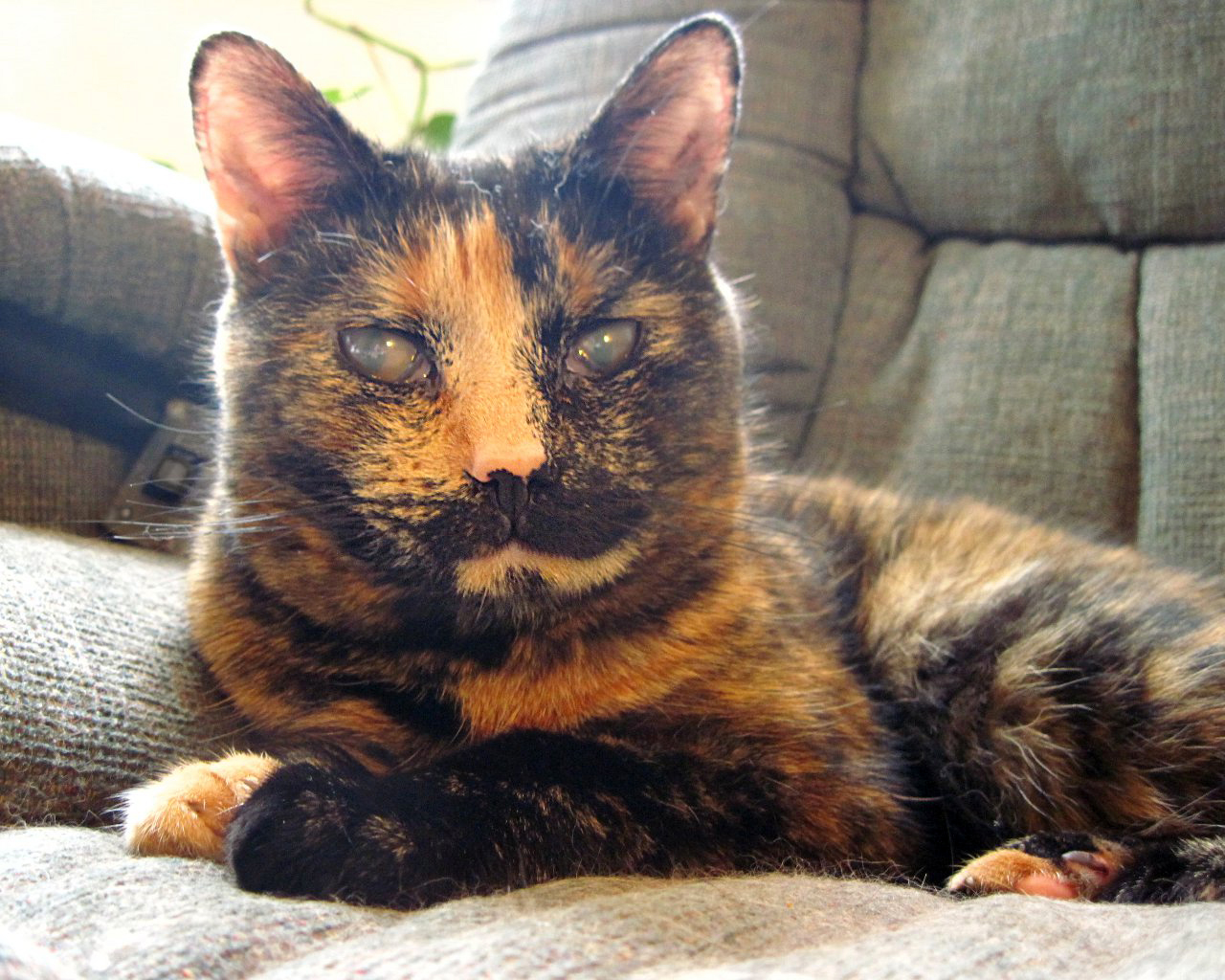
قطة مصابة بالسّاد في كلا العينين

## تصنيفات مرض السّاد

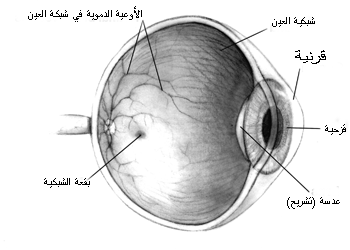
مقطع عرضي في العين البشريّة يوضّح موقع العدسة فيها

السّاد يمكن أن يكون ساد تام أو جزئي، ثابت أو متزايد، لين أو صلب. الأنواع الرئيسية للساد المرتبط بالعمر هي: التصلب النووي، الساد القشري والساد الخلفي تحت المحفظة.

### التصلب النووي
وهو نوع الساد الأكثر شيوعا، يصيب الجزء المركزي (النووي) من العدسة. مع مرور الزمن يحدث تصلب في العدسة بسبب تكاثف نواة العدسة وتسرب صبغة بنية فيها، وفي مراحل متقدمة يتم تسميته بالسّاد الأسمر.
هذا النوع من السّاد يمكن أن يؤدي إلى قصرٍ في النّظر ويسبب مشاكل عند الرّؤية عن بعد، بينما لا تتأثّر كثيراً قدرة الشخص على القراءة.

### الساد القشريّ
فهو ينتج عن إعتام في القشرة (الطبقة الخارجيّة) لعدسة العين، ينتج عن تغيّرٍ في المحتوى المائي لمحيط عدسة العين مسبِّبةً التشقّق. عندما يتمّ فحص هذا النوع من الساد بواسطة منظار العين أو أي أجهزة تكبير أخرى، يبدو مظهره كالأسلاك البيضاء للعجلة. الأعراض تتضمن التوهج وتشتت الضوء ليلاً.

### الساد الخلفي تحت المحفظة
هو عبارة عن تعتيم في الجزء الخلفي من عدسة العين القريب على الكبسولة المحتوية على العدسة، ولأن الضوء يتركز في الجزء الخلفي من عدسة العين الأعراض تختلف فيها بسبب تفاوت أحجامها.

### الساد غير الناضج
عند تشكّله تكون هناك بعض البروتينات الشفافة، أمّا في السّاد الناضج تكون جميع بروتينات عدسة العين معتمة. في حالة السّاد فائق النّضج أو السّاد المورغاني، تتحول البروتينات إلى الحالة السائلة. الساد الخلقي والذي يمكن اكتشافه في مرحلة البلوغ، له تصنيفات أخرى إذ يتضمن: السّاد الصّفائحيّ، القطبي والساد الدرزي. يتم تصنيف الساد إلى أنواع مثل: نووي، قشري، خلفي باستخدام نظام التصنيف انعدام شفافية العدسات LOCS III. ويصنّف الساد حسب حدّته باستخدام مقياس من 1 إلى 5، نظام LOCS III قابل للإنتاج بشكل كبير.

## الوقاية من الساد
عوامل الخطورة مثل التعرض للأشعة فوق البنفسجية نوع B والتدخين يمكن اعتبارها لكن من غير المرجّح أنها تسبّب اختلافاً كبيراً في الوظائف المرئيّة، بالرّغم من ذلك، ليست هناك وسيلة مثبتة لمنع إعتام عدسة العين.
ارتداء النظارات الواقية من الأشعة فوق البنفسجية قد يبطئ تطوّر الحالة،  بينما التعاطي المنتظم لمضادات الأكسدة مثل فيتامينات A، C، E يُعتقد بأنّه يقي من الإعتام لكن التجارب الطبية (المخبرية) أظهرت عكس ذلك  بالنسبة لتأثير المواد الغذائية كمواد واقية الدلائل لم تكن واضحة (مختلطة) لكنها إيجابيّة بنسبة ضعيفة مثل اللوتين وزيازانثين. استعمال statin مرتبط جزئيا (بشكل بسيط) بتقليل خطورة السّاد النووي.

## العلاج

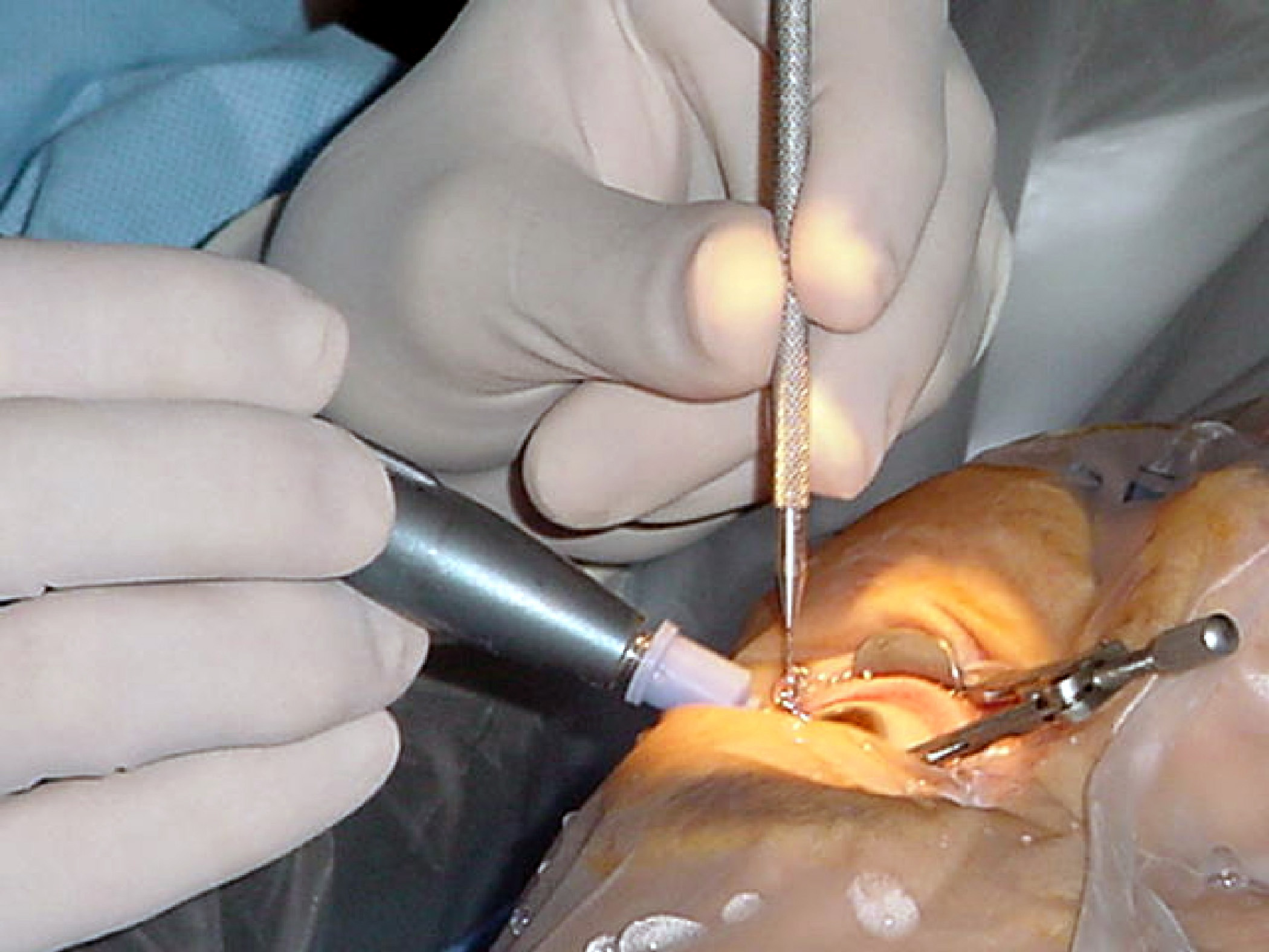
العمليّة الجراحيّة لإزالة السّاد، باستخدام طريقة استحلاب العدسة، باليد اليمنى يوجد مسبار استحلاب العدسة، وباليد اليسرى توجد أداة القطع، ويجري العمل تحت المجهر الجراحيّ في مركز طبّي تابع للبحريّة

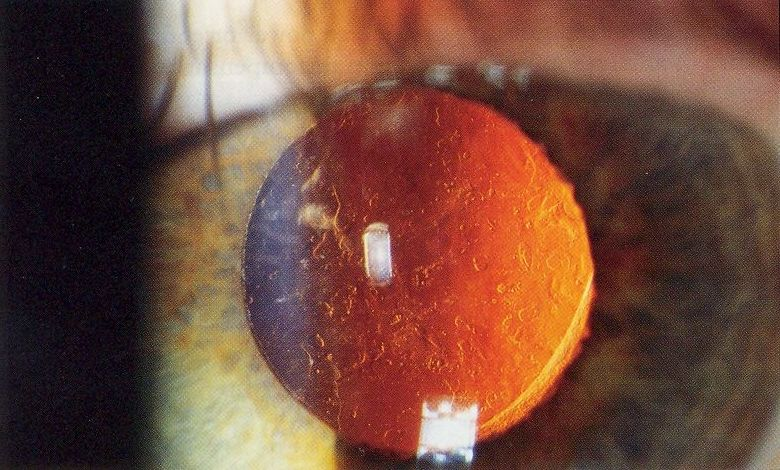
صورة باستخدام مجهر المصباح الشِّقِّيّ تظهر تعتيم خلفيّ للمحفظة بعد أشهر قليلة من عمليّة زرع العدسة في باطن العين، في حالة إضاءة خلفيّة

عمليّة إزالة الساد يمكن أن تُجرى في أي مرحلة من مراحل المرض ولا تحتاج أن تكون العدسة ناضجة، تُجرى العملية عادةً في العيادات الخارجية وباستخدام تخدير موضعي، 9 من كل 10 مرضى تتحسن لديهم الرؤية بنسبة 20/40 أو ربما أفضل.
وجدت التقديرات الحديثة أن العمليات الجراحيّة لا تُجرى إلا إذا نتج عن الساد ضعف رؤية يتطلّب الجراحة، تقديرات عديدة مثل VF-14 تعطي نتائج دقيقة أفضل من أداء فحص حدة الرؤية وحده. في بعض الدول المتقدّمة، وُجد أنّ هنالك مبالغة في إجراء العمليات الجراحيّة للسّاد مما يعطي نتائج محبطة.
استحلاب العدسة (لعلاج الساد)، العملية الأكثر استخداماً، تستخدم هذه العمليّة الموجات فوق الصوتية لاستحلاب عدسة العين.
الخطوات المتبعة:
1. التّخدير: يتم تخدير العين عن طريق حقنة أو قطرة عين.
2. شقّ القرنيّة: يتم إجراء شقّين في القرنية للتّمكّن من إدخال أداة الجراحة في العين.
3. عمليّة إزالة كبسولة العدسة: عن طريق إبرة أو ملقط، يتم عمل ثقب دائري في كبسولة العدسة.
4. استحلاب العدسة: عن طريق أداة يدوية لإزالة واستحلاب العدسة إلى سوائل باستخدام الأمواج فوق الصوتيّة، بعد ذلك يتم امتصاص المادة المستحلبة.
5. الإرواء والشّفط: يتمّ إرواء أو شفط القشرة (وهي الطّبقة الخارجيّة حول العدسة)، يتم استبدال المحلول الملحي بالسوائل المسحوبة لمنع تدمر غرفة العين الأمامية.
6. إدراج العدسة: يتمّ إدراج عدسة قابلة للطي إلى الكبسولة المحتوية على عدسة العين في الوضع الطبيعي. بعض الجرّاحين يحقنون العين بمضادات حيوية لتجنب حدوث التهابات. الخطوة الأخيرة هي إدخال محلول مائي إلى جروح القرنية لإحداث تورم وسد الشق.

### عملية استخراج السّاد خارج المحفظة (ECCE)
تتمّ إزالة العدسة يدوياً دون التلاعب بالمحفظة (الكبسولة) أي إبقائها سليمة. يتم بإجراء شقّ من 10 إلى 12 مم ويتمّ تقطيبه بعد الانتهاء من العملية، هذه العمليّة أقلّ شيوعاً من عملية استحلاب العدسة؛ إلّا أنها تستخدم عند التعامل مع حالات الساد الصعبة أو عندما تكون عملية الاستحلاب مسببةً لمشاكل.

### عملية استخراج الساد اليدوية (MSICS)
وهي مستنبطة من عملية (ECCE): يتم إزالة العدسة عن طريق إجراء شقٍّ تلقائيِّ السّدِّ في الصّلبة، يكون في الوضع الطبيعي كتيماً للماء ولا يحتاج خياطة جراحيّة. بالرغم من صغر العملية إلّا أنها بشكل واضح أكبر من العملية التي يستخدم بها جهاز الفاكو. هذه العملية منشرة في الدول النامية حيث الوصول لعملية استحلاب العدسة يكون محدوداً.

### عملية استخراج داخل المحفظة(ICCE)
نادراً ما يتم إجراؤها، يتم استخراج العدسة والمحفظة كقطعة واحدة عن طريق عمل شق كبير وإحداث ضغط على الغشاء الزجاجي. نسبة التعقيد في هذه العملية كبيرة.

## توقعات سير المرض

### العناية ما بعد الجراحة

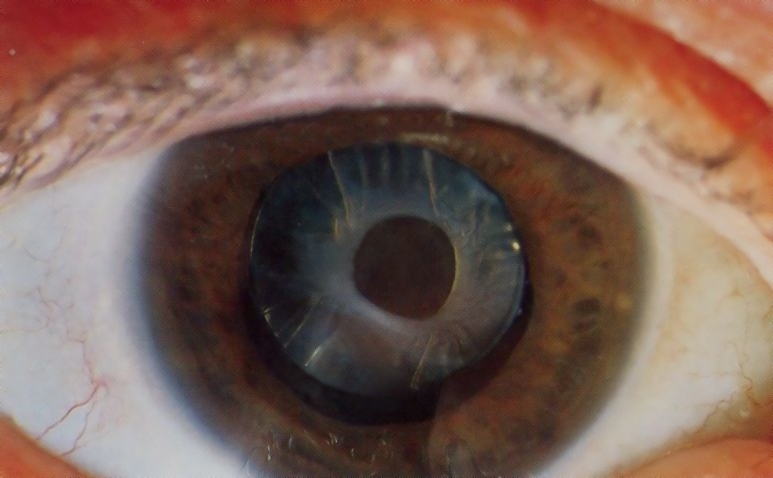
صورة باستخدام مجهر المصباح الشِّقِّيّ تظهر تعتيم أماميّ للمحفطة بعد أشهر قليلة من عمليّة زرع العدسة في باطن العين، صورة مكبّرة

فترة العناية ما بعد العملية (بعد إزالة الساد) هي فترة قصيرة بالغالب. يخرج المريض من المستشفى في نفس اليوم الذي تُجرى فيه الجراحة، لكنه يُنصح أن تكون حركته هادئة وأن يتجنّب الحركة الكثيرة والعنيفة لمدّة شهر تقريباً. بالعادة تغطّى العين في يوم العملية ومن المقترح استخدام واقيات العينين في الليل لعدة أيام بعد إجراء العمليّة.
في جميع أنواع العمليات، تزال العدسة المصابة بالساد وتستبدل بعدسة اصطناعيّة، تعرف بعدسة باطن العين، والتي تبقى في العين بشكل دائم. عدسات باطن العين بالغالب تكون أحادية البؤرة، وتصحح للمسافات القريبة والبعيدة. قد تستخدم العدسات عديدة البؤر لتحسين الفرصة للرؤية غير المرضيّة.

### المضاعفات
هناك العديد من المضاعفات التي تنتج عن مرض الساد منها: انفصال الشبكية والتهاب باطن المقلة. في كلتا الحالتين، يلاحظ المريض ضعف مفاجئ في الرؤية ويولد شعوراً مؤلماً. انفصال الشبكية يتمثل في عيوب في الرؤية من شق واحد، تعتيم في الرؤية، ومضات من الضوء أو بقع سائبة (عائمة).
قٌدِّرت خطورة الإصابة بانفصال الشبكية بحوالي 0.4% خلال 5.5 سنة. وممكن أن تزيد الخطورة 2 - 3 مرات عن النتيجة الطبيعية المتوقعة. ودراسات قديمة أثبتت أن الخطورة أعلى بشكل كبير جدا. تزداد نسبة الحدوث مع مرور الوقت ويتم تمثيل ذلك بعلاقة خطية. يستمر تزايد الخطورة لمدة 20 سنة بعد انتهاء العملية.
عوامل الخطورة هنا تتضمن: صغار السن، الذكور، طول محور الجسم والمضاعفات التي تحدث في العملية. في الأشخاص الأكثر عرضة لخطر الإصابة، تكون احتمالية حدوث انفصال الشبكية، العدسة الكاذبة، أعلى بنسبة 20%.
احتمالية حدوث التهاب باطن المقلة بعد العملية الجراحية أقل من واحد بالألف.
تورّم القرنية أو التّورّم الكيسيّ بقعيّ الشكل، أقلّ شدّة ولكن أكثر شيوعاً، وينتجان إمّا عن تورّم دائم في مقدمة العين في حالة تورم القرنية أو خلف العين في حالة التّورّم الكيسيّ البقعيّ. وينتجان في الوضع الطبيعي عن الالتهاب الشديد بعد العملية الجراحية. في كلتا الحالتين، يلاحظ المريض رؤية معتمة ضبابيّة. يزول أثرهما مع مرور الوقت إذا تم استخدام قطرات العين المضادة للالتهاب. احتمالية حدوثهما تقريبا 1%.
تعتيم الكبسولة، ويعرف أيضا بما بعد السّاد، تعود مشاكل العين مثل تدهور الرؤية، الرؤية المتوهجة وتبعثر الضوء، عادة ما يكون بسبب زيادة سماكة الكبسولة المحتوية على عدسة العين ويسمى أيضا تعتيم كبسولة العين الخلفي، نمو خلايا عدسة العين الأصلية بعد إزالة العدسة ممكن أن يكون السبب، وتزداد فرصة الحدوث كلما كان المريض أصغر سنا. المعالجة تتضمن: عمل شق صغير دائري في الكبسولة وتسليط أشعة الليزر وتسمى Nd:YAG Laser capsulotomy (بَضْعُ المِحْفَظَة). بعد ذلك، يتم تسليط الليزر بدقة، وبذلك يدخل الجزء الصغير من الكبسولة الذي تم شقه إلى داخل العين دون إحداث أيّ ضرر. تحافظ هذه العملية على جزء من الكبسولة كافٍ لحماية عدسة العين ولكنها تزيل جزأً منها بحيث تسمح للضوء بالوصول إلى الشبكية. نادراً ما تحدث أثار جانبية خطيرة. يمكن حدوث تعتيم الكبسولة الخلفية بنسبة 1 من كل 4 عمليات يتم إجراؤها.
وأصبحت هذه الأعراض الجانبيّة أقل بسبب إمكانيّة الفهم الجيّد للأسباب المحدثة لهذه الأعراض واستخدام عدسات باطن العين حديثاً.
متلازمة الفتيل الزجاجي vitreous wick syndrome من الأعراض المحتمل حدوثها بعد عملية استخراج الساد داخل المحفظة.

## انتشار المرض
| no data <90 90–180 180–270 270–360 360–450 450–540 | 540–630 630–720 720–810 810–900 900–990 >990 |

معدل عدد سنوات الحياة المفقودة بسبب مرض السّاد لكل 100000 شخص في عام 2004
no data
<90
90–180
180–270
270–360
360–450
450–540
540–630
630–720
720–810
810–900
900–990
>990

إنّ السّاد المرتبط بتقدّم العمر يتسبّب ب 51% من حالات العمى في العالم؛ تقريباً 20 مليون شخص. عالميًّا، يتسبب السّاد بعجزٍ متوسّطٍ أو حادٍّ في الرّؤية ل 53.8 مليوناً (2004) ، منهم 52.2 مليوناً في الدول ذات الدخل المتوسط أو المنخفض.
في بعض الدول، الخدمات الجراحية غير كافية، فيصبح الساد المسبّب الرئيسي للإصابة بالعمى. وحتى لو أتيحت الخدمات الجراحية، سيبقى ضعف الرؤية المرتبط بالسّاد سائداً، بسبب طول انتظار العملية الجراحية وبعض الحواجز التي تمنع من القيام بالعمليات الجراحية؛ كتكلفة هذه العمليات، نقص المعلومات حول المرض، ومشاكل النّقل.
في الولايات المتحدة؛ التغيرات في العدسة الناتجة عن تقدم العمر سجلت نسبة 42% في الفئة العمرية الواقعة بين 52 و64 سنة، 60% في الفئة الواقعة بين 65 و 74 سنة، 91% في الفئة بين 75 و 85 سنة. مرض الساد يؤثّر على 22 مليون أمريكي تقريبًا في العمر 40 سنة وأكثر. في عمر الثمانين، أكثر من نصف الأمريكيين يصابون بالساد. التكاليف الطبية المباشرة لمعالجة السّاد قدرت تقريبًا ب6.8 بليون دولار سنويًّأ.
في منطقة الشرق الأوسط، يتسبب الساد بأكثر من 51% من حالات العمى. الوصول إلى مراكز العناية الخاصّة بالعين محدود في بعض الدول من هذه المنطقة.

## تاريخ المرض
أول ذِكرٍ لمرض السّاد وعلاجه في روما القديمة موجود في (De Medicinae) سنة 29م بواسطة الموسوعيّ اللاتيني Aulus Cornelius Celsus , وهناك دليل أثري يثبت إجراء جراحة للعين في الحقبة الرومانية.
ووجدت دلائل أيضا باللغة السنسكريتية. تم وصف عملية الساد من قبل الطبيب الهندي Suśruta
(حوالي سنة 200م).
كتب عالم البصريات المسلم عمار بن علي، عن اختراعه للزراقة وكيفية استخلاص الساد خلال قيامه بتجربتها على أحد المرضى.

### التسمية
كلمة السّاد “cataract” مشتقة من الساد اللاتينية”cataracta” ، وتعني الشلال، ومن كلمة “καταρράκτης” اليونانية القديمة (تلفظ katarrhaktēs)، وتعني المندفع نحو الأسفل، ومن (καταράσσω) (تلفظ katarassō) بمعنى «الاندفاع للأسفل» (من [kata-: «الأسفل»]، و[arassein: «الضرب، الاندفاع»])؛ فالمياه الجارية بسرعة تبدو بيضاء اللون، لذلك يمكن أن يكون هذا المصطلح استُخدم مجازاً لوصف المظهر المشابه لانعدام شفافيّة العين النّاضج. في اللاتينية، كان لكلمة الساد cataracta معنى بديل «portcullis: المشبك الحديدي» ومن المحتمل أنّ الاسم مرّ عبر الفرنسية ثم الإنجليزية ليحمل معنى «مرض العين» (أوائل القرن الخامس عشر)، بمفهوم «عرقلة». وأطلق الأطباء الفارسيّون القدماء على المصطلح "nazul-i-ah" أو «نزول الماء» مرض شلال العين أو الساد، اعتقاداً أنّ هذا العمى يكون ناجما عن فيضان من الماء الفاسد في العين .

## الأبحاث

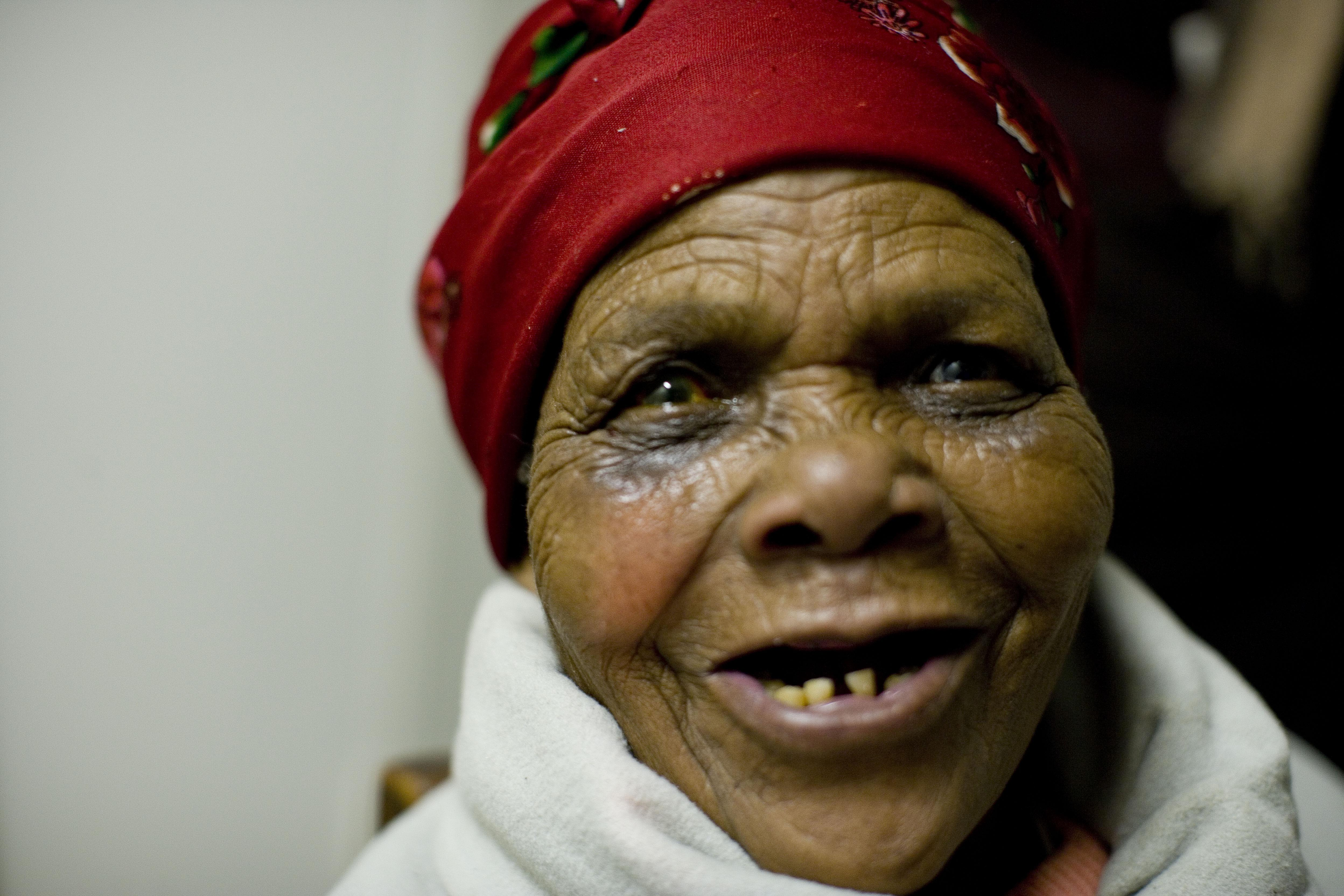
امرأة من جنوب أفريقيا تبصر من جديد بعد عملية جراحيّة لإزالة السّاد

تقوم الدراسات بالتحقق من كَوْنِ قطرات العين من نوع (N-Acetylcarnosine) علاجاً مناسباً لمرض الساد. يُعتقد أنها تعمل على تقليل أكسدة وعملية التسكير (إضافة السكر لجزيء بروتين أو دهون) المدمّرة لعدسة العين، تحديداً بتقليل عملية تشبيك غلُوبُولين العَدَسَة. أثبتت لهذه القطرات فائدة عن طريق إجراء بحوثات صغيرة، ولكن الإثبات ما زال مطلوباً.
Femtosecond laser mode-locking، المستخدم خلال العملية الجراحية للساد، كان بالأصل يستخدم لقص لوحات دقيقة خلال عملية الليزك ومن ثم أصبح يستخدم في عمليات الساد.
الشّقّ في منطقة الاتصال بين الصلبة والقرنية، وثقب الكبسولة خلال عملية إزالة الكبسولة - يتم إجراؤها عادةً باستخدام الشفرة اليدوية، الإبرة والملقط - يعتمد على مهارة وخبرة الجراح.
يمكن إجراء صورة ثلاثية الأبعاد متطوّرة لتمكين الليزر من إجراء هذا الشق. يمكن أيضاً استخدام ليزر Nd:YAG laser لإزالة الساد في عملية استحلاب العدسة.

## اقرأ أيضا
- نقص الجالاكتوز إبيميراس
- جراحة الساد
- زراعة عدسة بالعين مع الاحتفاظ بالعدسة الطبيعية
- حلقة سومرينغ

## وصلات خارجية
- الساد على مشروع الدليل المفتوح